# Neoserica basilica
Neoserica basilica är en skalbaggsart som beskrevs av Brenske 1901. Neoserica basilica ingår i släktet Neoserica och familjen Melolonthidae. Inga underarter finns listade i Catalogue of Life.